# Кулідж (Джорджія)
Кулідж (англ. Coolidge) — місто (англ. city) в США, в окрузі Томас штату Джорджія. Населення — 528 осіб (2020).

## Географія
Кулідж розташований за координатами 31°0′39″ пн. ш. 83°51′59″ зх. д. / 31.01083° пн. ш. 83.86639° зх. д. (31.010769, -83.866476).  За даними Бюро перепису населення США в 2010 році місто мало площу 2,12 км², з яких 2,11 км² — суходіл та 0,01 км² — водойми.

### Клімат
| Клімат : Кулідж       | Клімат : Кулідж | Клімат : Кулідж | Клімат : Кулідж | Клімат : Кулідж | Клімат : Кулідж | Клімат : Кулідж | Клімат : Кулідж | Клімат : Кулідж | Клімат : Кулідж | Клімат : Кулідж | Клімат : Кулідж | Клімат : Кулідж | Клімат : Кулідж |
| Показник              | Січ.            | Лют.            | Бер.            | Квіт.           | Трав.           | Черв.           | Лип.            | Серп.           | Вер.            | Жовт.           | Лист.           | Груд.           | Рік             |
| Середній максимум, °C | 17,2            | 18,9            | 22,8            | 26,1            | 30,0            | 32,2            | 32,8            | 32,8            | 31,1            | 26,7            | 21,7            | 17,8            | 26,1            |
| Середній мінімум, °C  | 5,0             | 6,1             | 9,4             | 12,8            | 16,7            | 20,6            | 21,7            | 21,7            | 19,4            | 13,9            | 8,3             | 5,6             | 13,3            |
| Норма опадів, мм      | 109             | 114             | 130             | 91              | 91              | 135             | 163             | 135             | 119             | 64              | 64              | 97              | 1311            |
| --------------------- | --------------- | --------------- | --------------- | --------------- | --------------- | --------------- | --------------- | --------------- | --------------- | --------------- | --------------- | --------------- | --------------- |
| Джерело: Weatherbase  |                 |                 |                 |                 |                 |                 |                 |                 |                 |                 |                 |                 |                 |

## Демографія
Згідно з переписом 2010 року, у місті мешкало 525 осіб у 210 домогосподарствах у складі 138 родин. Густота населення становила 248 осіб/км².  Було 250 помешкань (118/км²).
Расовий склад населення:
| - 47,4 % — білих - 43,2 % — чорних або афроамериканців - 1,5 % — азіатів - 0,4 % — корінних американців - 3,8 % — осіб інших рас |

До двох чи більше рас належало 3,6 %. Частка іспаномовних становила 4,8 % від усіх жителів.
За віковим діапазоном населення розподілялося таким чином: 22,1 % — особи молодші 18 років, 64,6 % — особи у віці 18—64 років, 13,3 % — особи у віці 65 років та старші. Медіана віку мешканця становила 40,3 року. На 100 осіб жіночої статі у місті припадало 95,2 чоловіків;  на 100 жінок у віці від 18 років та старших — 91,1 чоловіків також старших 18 років.
Середній дохід на одне домашнє господарство  становив 35 403 долари США (медіана — 23 516), а середній дохід на одну сім'ю — 39 915 доларів (медіана — 27 500). Медіана доходів становила 26 875 доларів для чоловіків та 26 250 доларів для жінок. За межею бідності перебувало 28,6 % осіб, у тому числі 37,1 % дітей у віці до 18 років та 6,7 % осіб у віці 65 років та старших.
Цивільне працевлаштоване населення становило 199 осіб. Основні галузі зайнятості: освіта, охорона здоров'я та соціальна допомога — 33,7 %, виробництво — 17,1 %, транспорт — 12,6 %.